# Zračna luka Tabriz
Zračna luka Tabriz (IATA kod: TBZ, ICAO kod: OITT) smještena je u gradu Tabrizu u sjeverozapadnom dijelu Irana odnosno pokrajini Istočni Azarbajdžan. Nalazi se na nadmorskoj visini od 1359 m. Zračna luka ima dvije asfaltirane uzletno-sletne staze dužine 3604 i 3468 m, a koristi se za tuzemne i inozemne letove odnosno vojne svrhe. Zračni prijevoznici koji nude redovne letove u ovoj zračnoj luci uključuju deset kompanija od čega je sedam iranskih odnosno tri strane.

## Vanjske poveznice
- (perz.) Službene stranice Zračne luke Tabriz  Arhivirana inačica izvorne stranice od 24. listopada 2015. (Wayback Machine)
- (engl.) DAFIF, World Aero Data: OITT  Arhivirana inačica izvorne stranice od 18. siječnja 2005. (Wayback Machine)
- (engl.) DAFIF, Great Circle Mapper: TBZ